# شهداء المعقل
شهداء المعقل، تسمية محلية تداولها الناس سرّاً خلال فترة حكم حزب البعث في العراق بقيادة صدام حسين، لكن التسمية أصبحت مصطلحاً شائعاً بعد سقوط النظام وانفضاح أمر المقابر الجماعية. وهي تشير إلى مجموعة من مئات الشباب الذين اعتقلهم النظام خلال سبعينات وثمانينات القرن العشرين وتمت تصفيتهم إما بالإعدام أو التغييب في سجون المخابرات والاستخبارات والأمن وغيرها.
كانت التهمة الرئيسية لتلك المجموعة هي الانتماء إلى حزب الدعوة الإسلامية المحظور آنذاك، إذ كانت تنظيمات الحزب تضم العناصر المتدينة جداً والمثقفة كالشعراء والأطباء والأساتذة الجامعيين والمدرسين والمهندسين.